# Michael Burawoy

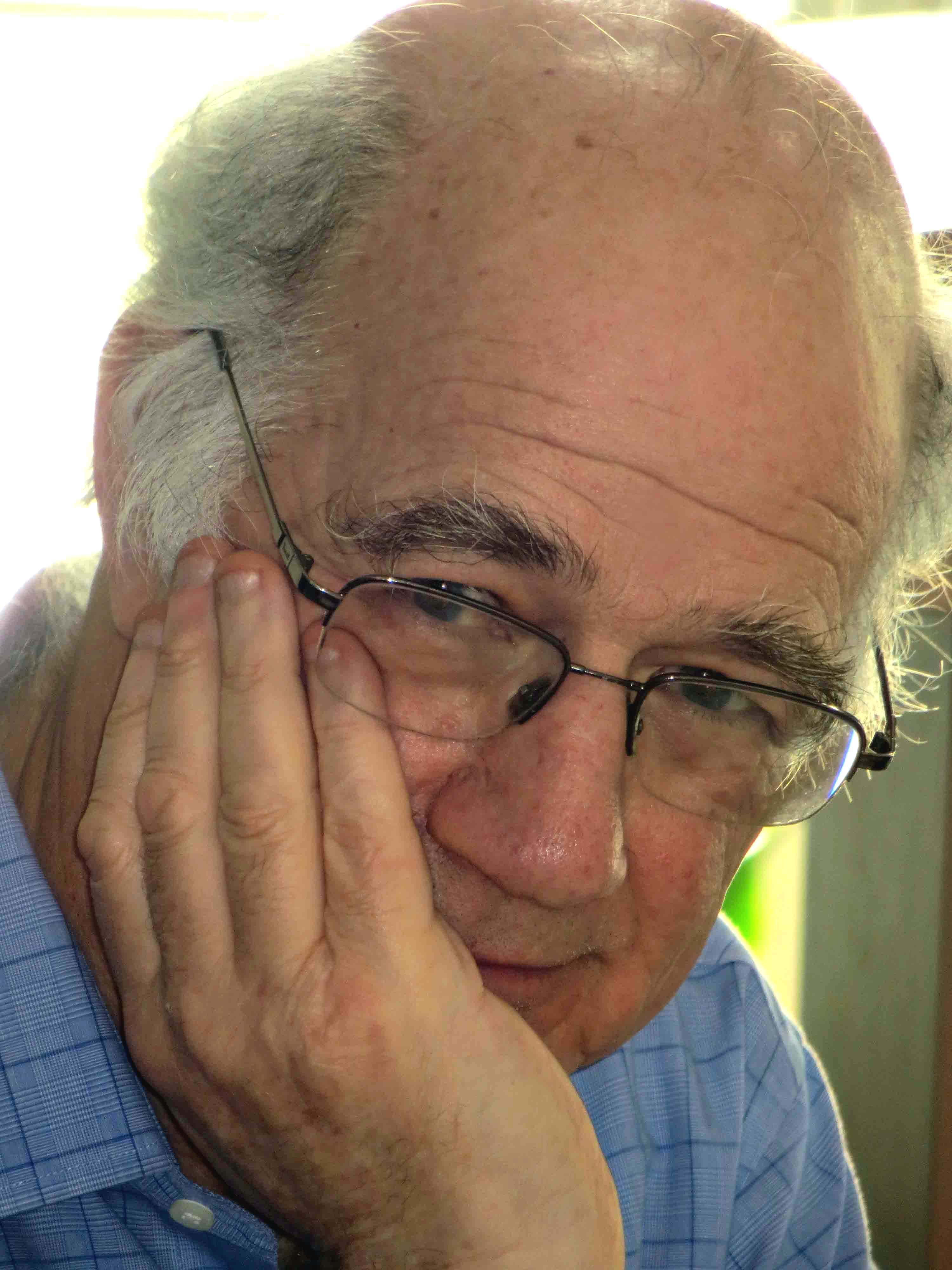
Michael Burawoy (2012)

Michael Burawoy (* 15. Juni 1947; † 3. Februar 2025 in Oakland, Kalifornien) war ein britischer Soziologe und Professor an der University of California, Berkeley. Er setzte sich für eine öffentliche Soziologie ein und bediente sich marxistischer Theorie.

## Leben
1968 legte er seinen Bachelor of Arts (B.A.) in Mathematik an der University of Cambridge, England (1968) ab, 1972 folgte der Master of Arts (M.A.) in Soziologie an der Universität von Sambia und 1976 der Ph.D. in Soziologie an der University of Chicago.
Ab 1976 lehrte er als Assistant Professor am Department of Sociology, University of California, Berkeley, ab 1982 als Associate Professor am Department of Sociology, University of Wisconsin–Madison, sowie am Department of Sociology, University of California, Berkeley. Ab 1988 war er Full Professor am Department of Sociology in der University of California, Berkeley.
Er war von 2003 bis 2004 der 95. Präsident der American Sociological Association und wurde für den Zeitraum von 2010 bis 2014 zum Präsidenten der International Sociological Association gewählt. Zudem war er von 2010 bis 2017 Gründungsherausgeber des Magazins Global Dialogue und von 2015 bis 2021 Co-Vorsitzender und Sekretär der Berkeley Faculty Association.
Burawoy verstarb am 3. Februar 2025 im Alter von 77 Jahren infolge eines Verkehrsunfalls in seinem Wohnort Oakland in Kalifornien, bei dem er von einem SUV an einem markierten Fußgängerüberweg erfasst wurde und der Fahrer Fahrerflucht beging.

## Werk
Burawoy betrieb ethnografische Forschung und er untersuchte industrielle Arbeitsplätze in vier Ländern: Sambia, die Vereinigten Staaten, Ungarn und Russland. Seine Forschungsprojekte befassten sich mit den Widersprüchen des Postkolonialismus, der Organisation von Zustimmung im fortgeschrittenen Kapitalismus, den spezifischen Formen von Klassenbewusstsein und Arbeitsorganisation im Staatssozialismus sowie den Dilemmata des sowjetischen Übergangs zum Kapitalismus.
Mit seinem Buch Manufacturing Consent stimulierte er die von Harry Braverman angestoßene Labor Process Debate, indem er der Interpretation Bravermans, dass der kapitalistische Arbeitsprozess einseitig vom Management strukturiert werde, die auf empirischen Untersuchungen gestützte These entgegensetzte, dass die „Produktionspolitik“, von der Gestaltung und Ergebnis des Arbeitsprozesses abhängt, wechselseitig durch „Machtspiele“ zwischen Management und Arbeiterschaft bestimmt werde. Im marxistischen Verständnis hat das Management der Arbeit das Problem, die gekaufte Arbeitskraft in geleistete Arbeit zu transformieren. Da dieser Transformationsprozess eine (stillschweigende oder explizite) Zustimmung der Arbeitnehmer zu den Anordnungen des Managements erfordert, kommt es zu offenen oder verdeckten Aushandlungsprozessen, die Burawoy mit „Machtspielen“ und „Produktionspolitik“ bezeichnet.
Er entwickelte die Methode der erweiterten Fallmethode, die das Ziehen umfassender Schlussfolgerungen aus ethnografischer Forschung ermöglicht. Diese Methode wurde weiter in Global Ethnography angewendet, das er zusammen mit neun Graduierten veröffentlichte, um Wege zur Erforschung der Globalisierung aus der Sicht der Betroffenen aufzuzeigen.
In späteren Jahren wandte sich Burawoy der Untersuchung der akademischen Welt selbst zu. Er analysierte, wie Soziologie produziert und an verschiedene Öffentlichkeiten weitergegeben wird. Sein Konzept der öffentlichen Soziologie war in der Fachwelt umstritten und wurde breit diskutiert. Zuletzt arbeitete er zur Analyse der Beziehung zwischen Arbeit und Lehre mit fünf Graduierten an einer Arbeitstheorie der Pädagogie.
Burawoy suchte seit Beginn seiner Karriere eine Weiterentwicklung des Marxismus, indem er ihn im Licht seiner Forschung und der historischen Herausforderungen des 20. und 21. Jahrhunderts rekonstruierte. Er verband marxistische Theorien mit den Arbeiten von Karl Polanyi und Pierre Bourdieu. In seinen letzten Jahren beschäftigte er sich mit Leben und Werk von W. E. B. Du Bois und untersuchte dessen Bedeutung für die Soziologie und den Marxismus.

## Schriften (Auswahl)
- The Colour of Class on the Copper Mines: From African Advancement to Zambianization (1972)
- Manufacturing Consent: Changes in the Labor Process under Monopoly Capitalism (1979)
- The contours of production politics (1984)
- The Politics of Production: Factory Regimes Under Capitalism and Socialism (1985)
- The Radiant Past: Ideology and Reality in Hungary's Road to Capitalism (1992) With János Lukács.
- mit Karl von Holdt: Conversations with Bourdieu. The Johannisburg Moment (2012)
- Public Sociology: Öffentliche Soziologie gegen Marktfundamentalismus und globale Ungleichheit. Herausgegeben von Brigitte Aulenbacher und Klaus Dörre mit einem Nachwort von Hans-Jürgen Urban. Beltz Juventa, Weinheim/Basel 2015, ISBN 978-3-7799-3047-1.
- Du Bois: From Discovery and Recovery to Reconstruction. Sociology Compass (2024)
- Sociology Faces the Question of Palestine. Critical Sociology (2024)
- Laboring in the Extractive University, Work and Occupations (2024) mit Margaret Eby, Thomas Gepts, Justin Germain, Natalie Pasquinelli und Elizabeth Torres Carpio